# Cadillac Type V-63
La Cadillac Type V-63 est une grande automobile de luxe qui a été introduite en septembre 1923 par Cadillac en tant que modèle de 1924, remplaçant la précédente Cadillac Type 51. Elle utilise la plate-forme GM C et a été remplacé par la Cadillac Série 355.
La V-63 a utilisé une version améliorée du moteur V8 à tête en L qui a rendu Cadillac célèbre. La principale innovation est un vilebrequin à plans croisés qui améliore l'équilibre et la douceur. Cette conception a nécessité une analyse mathématique complexe et a été simultanément brevetée par Peerless. Les deux sociétés sont convenues de partager l'innovation qui est maintenant devenue courante. Une autre innovation de la V-63 était les freins des roues avant.
Une gamme de carrosseries «Custom» a été ajoutée pour 1925 mais le véhicule est par ailleurs largement inchangé. La ligne a été rafraîchie en 1926 en tant que Cadillac Series 314. Elle a été construite à l'usine Cass Street et Amsterdam Avenue à Detroit, avec la carrosserie fournie par un certain nombre de carrossiers, dont Fleetwood Metal Body Company à Fleetwood, en Pennsylvanie.